# Pau (Girona)
Pau ist eine katalanische Gemeinde in der Provinz Girona im Nordosten Spaniens. Sie befindet sich in der Comarca Alt Empordà.

## Lage
Pau liegt unterhalb der Bergzüge Rodes und Albera auf einer Höhe von 33 Metern. Teile des Gemeindegebietes sind Naturschutzgebiet und gehören zum Naturpark Aiguamolls de l’Empordà.

## Gemeindegliederung
Das Gemeindegebiet umfasst die Ortsteile:
- Pau
- Olivars de Pau
- Vilaüt

## Wirtschaft
In der Gemeinde Pau wird Olivenanbau und Weinbau betrieben. Die Trauben und Oliven werden in der örtlichen Kooperative Empordàlia verarbeitet. Der Wein gelangt unter der Herkunftsbezeichnung Empordà Costa Brava und dem Markennamen Sinols in den Handel. Das Olivenöl wird unter der Bezeichnung „Oli de Pau“ vertrieben.

## Sehenswürdigkeiten
Innerhalb des Gemeindegebietes befinden sich folgende Sehenswürdigkeiten:
- Kirche Sant Martí aus dem 11.–12. Jahrhundert
- Herrenhäuser und andere historische Gebäude aus dem 16.–18. Jahrhundert
- Burgruine „Castell de Vilaüt“
- Megalith „Barraca d'en Rabert“
- Dolmen von Vinyes Mortes in Vilajuïga
- Dolmen Carena und Puig Margall

## Galerie

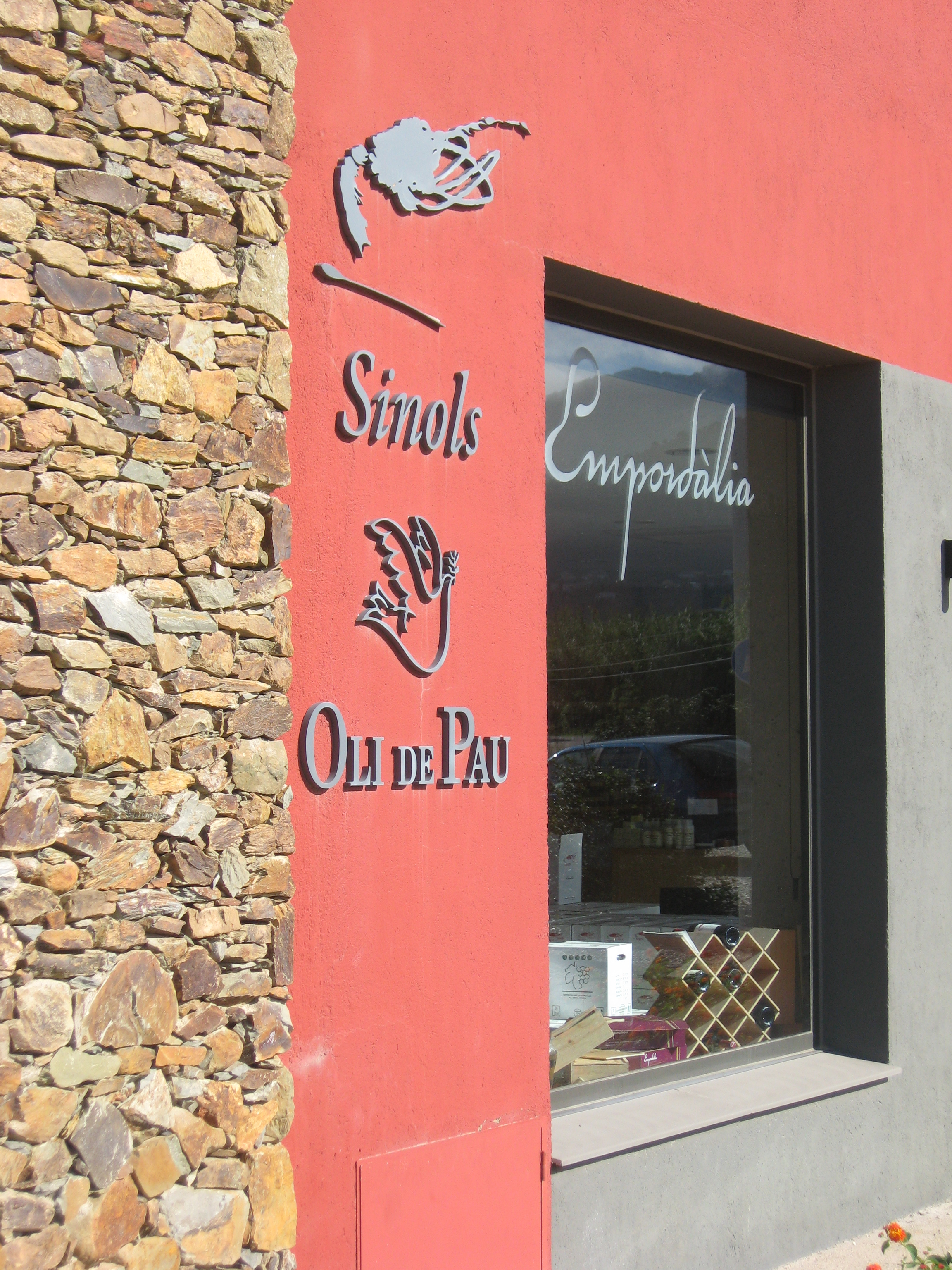
Wein- und Ölivenölkooperative
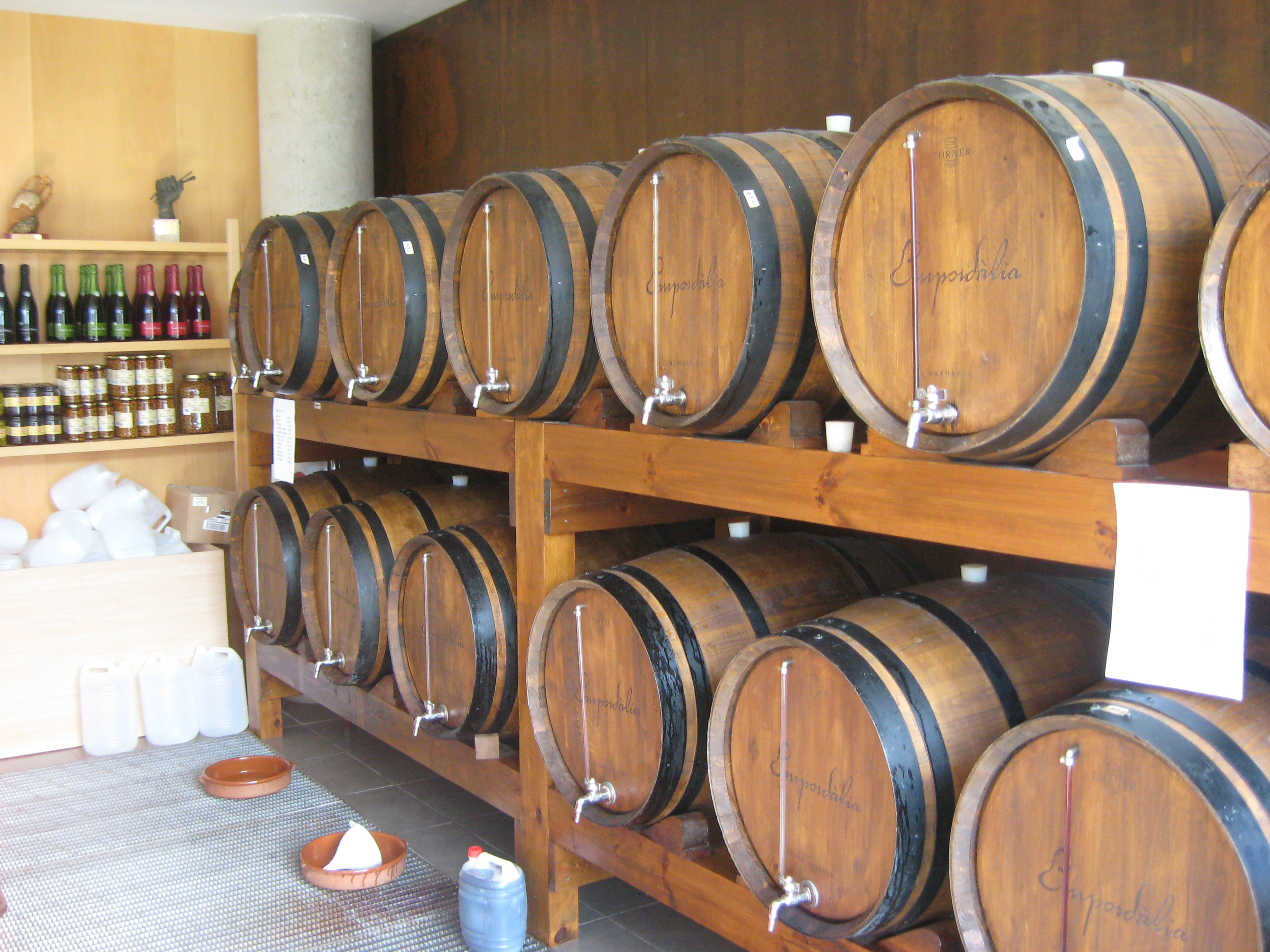
Weinfässer in der Kooperative „Empordàlia“
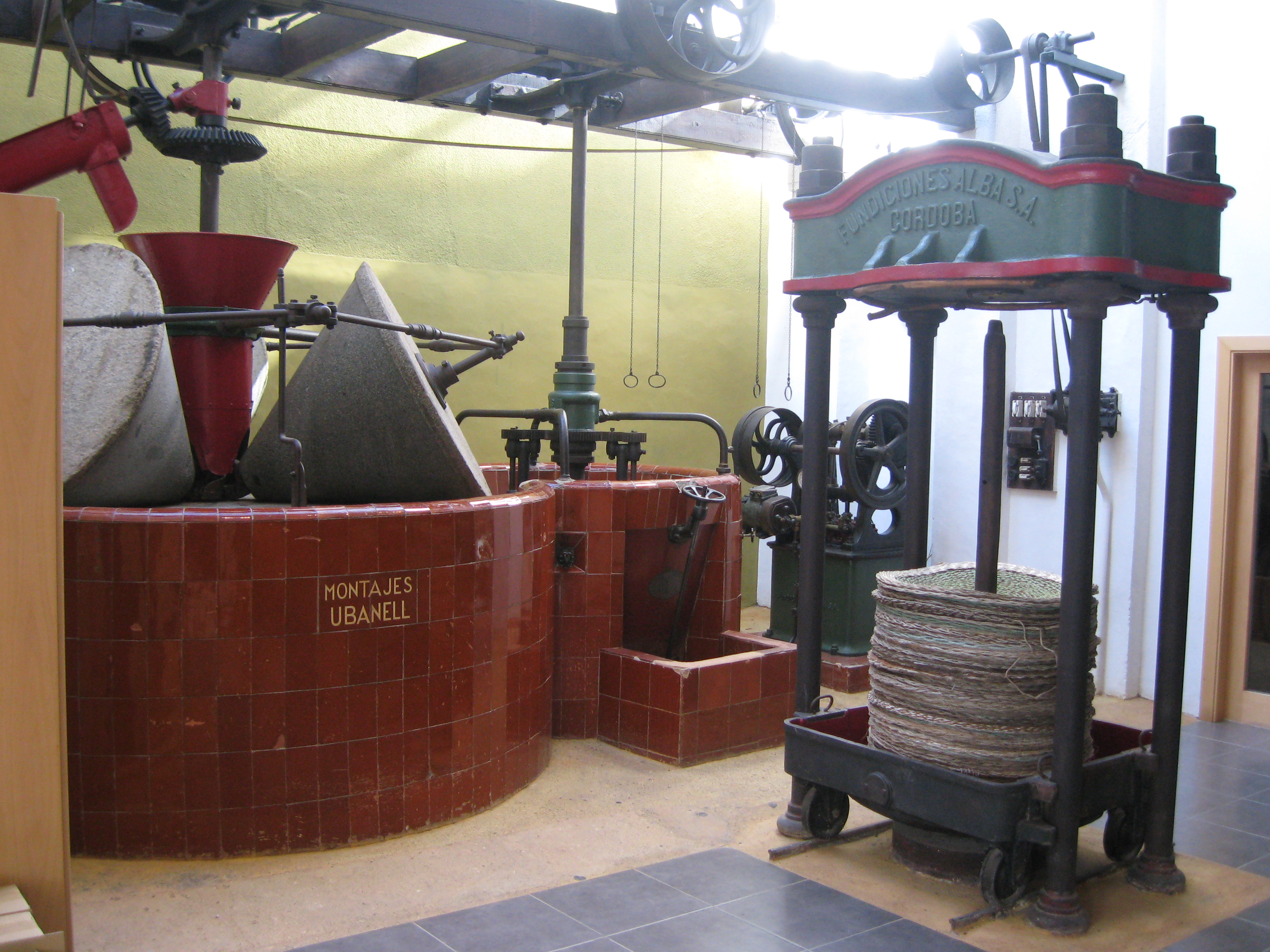
Historische Geräte zur Olivenölpressung in der Kooperative „Empordàlia“
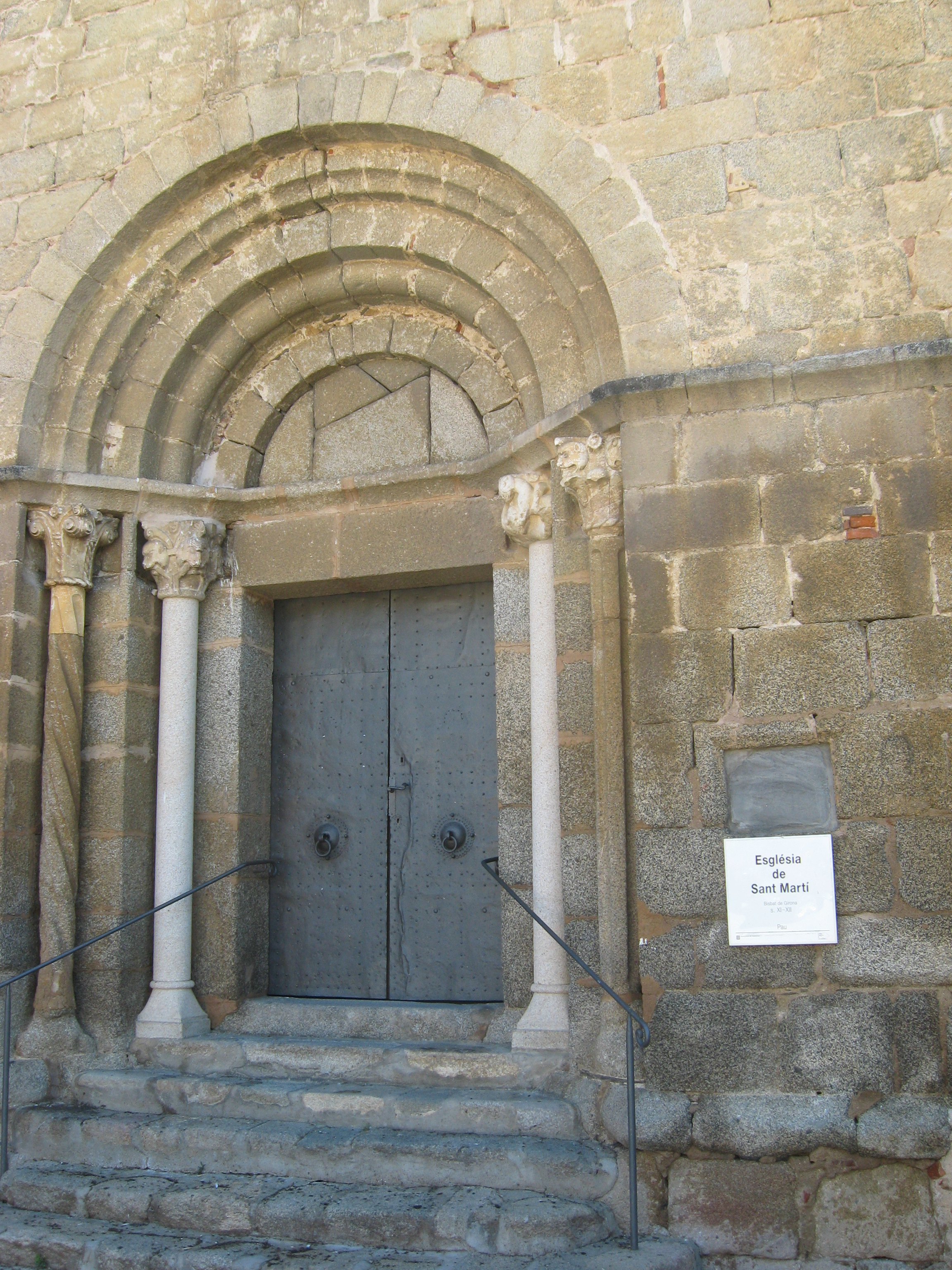
Portal der Kirche Sant Martí